# Celama cretacea
Celama cretacea är en fjärilsart som beskrevs av George Francis Hampson 1901. Celama cretacea ingår i släktet Celama och familjen trågspinnare. Inga underarter finns listade i Catalogue of Life.